# هاري وليامز (لاعب كريكت)
هاري وليامز (30 أكتوبر 1903 - 1967) (بالإنجليزية: Harry Williams)‏ هو لاعب كريكت بريطاني (وحمل سابقاً جنسية المملكة المتحدة لبريطانيا العظمى وأيرلندا).